# Ania Rusowicz
Anna Sandra Rusowicz (ur. 28 marca 1983 jako Anna Sandra Kędziora) – polska piosenkarka.
W latach 2005–2007 wokalistka zespołu Dezire, z którym wydała album studyjny pt. Pięć smaków (2005). W latach 2009–2011 wokalistka zespołu IKA, który założyła z mężem, Hubertem Gasiulem. Od 2011 artystka solowa, wydała cztery albumy studyjne: Mój Big-Bit (2011), Genesis (2013), Retronarodzenie (2016) i Przebudzenie (2019). Od 2017 wokalistka własnego zespołu niXes, z którym wydała album studyjny, również zatytułowany niXes (2017).
Czterokrotna laureatka nagrody Fryderyka oraz Superjedynki.

## Wczesne lata
Urodziła się w rodzinie o tradycjach muzycznych, jest córką Ady Rusowicz i Wojciecha Kordy (wł. Wojciecha Kędziory). Gdy miała siedem lat, jej matka zginęła w wypadku samochodowym pod Poznaniem. Wtedy jej ojciec zamieszkał z 13-letnim synem Bartłomiejem (ur. 1977), a Annę wychowywali Krystyna, siostra matki, i Adolf Gryniczowie. Dorastała w Dzierzgoniu, a potem w Bydgoszczy. W dorosłym życiu przyjęła nazwisko matki, rezygnując z nazwiska Kędziora po ojcu.
Po ukończeniu IX Liceum Ogólnokształcącego w Bydgoszczy studiowała m.in. farmację (której nie ukończyła) i psychologię (którą ukończyła w 2011).

## Kariera muzyczna
W trakcie studiów zajęła się muzyką. W 2005 nawiązała współpracę z zespołem Dezire, z którym w 2006 wzięła udział w koncercie Piosenka dla Europy 2006, będącym krajowymi eliminacjami do 51. Konkursu Piosenki Eurowizji. Z piosenką „Good Girl” zajęli czwarte miejsce, zdobywszy łącznie 14 punktów, w tym maksymalną liczbę 12 punktów od jury i 2 punkty od widzów.
W kolejnych latach wraz z mężem, Hubertem Gasiulem, tworzyła zespół IKA. W 2011 wystąpili w polskich selekcjach do 54. Konkursu Piosenki Eurowizji. Z utworem „Say” uplasowali się na ostatnim, 10. miejscu, zdobywszy 1,76% głosów publiczności.
11 czerwca 2011 wystąpiła solowo na 48. Krajowym Festiwalu Piosenki Polskiej w Opolu z piosenkami z repertuaru swojej mamy Ady Rusowicz: „Nie pukaj do moich drzwi”, „Duży błąd”, „Hej, dziewczyno, hej” i „Za daleko mieszkasz, miły”. 21 października wydała debiutancki album studyjny, zatytułowany Mój Big-Bit. W 2011 nagrała też singel „Kwiat nienawiści” z zespołem Czarno-Czarni. 8 października 2013 wydała drugi solowy album studyjny pt. Genesis. Również w 2013 wzięła udział w nagraniu piosenki „Orzeł może” na potrzeby akcji promocyjnej radiowej Trójki.
W kolejnych latach kariery kilkakrotnie sięgała do repertuaru innych wykonawców, szczególnie z lat 60. i 70. Hołd bohaterom muzycznym oddała m.in. na Przystanku Woodstock oraz Memoriale Jona Lorda. Zbiór takich nagrań, z repertuaru m.in. Led Zeppelin, Jefferson Airplane czy Deep Purple znalazł się na wydanym w grudniu 2015 albumie koncertowym pt. Flower Power, będącym zapisem występu na Przystanku Woodstock 2015. W tym samym roku był jurorem w talent-show TVN Aplauz, aplauz!
9 grudnia 2016 wydała trzeci solowy album studyjny pt. Retronarodzenie. W 2019 nagrała w duecie ze Sławkiem Uniatowskim nową wersję przeboju „Szukaj mnie” na potrzeby ścieżki dźwiękowej do filmu Kordiana Piwowarskiego Miszmasz, czyli kogel-mogel 3. 25 października wydała czwarty solowy album studyjny pt. Przebudzenie.
Wiosną 2022 zajęła trzecie miejsce w finale szesnastej edycji programu rozrywkowego telewizji Polsat Twoja Twarz Brzmi Znajomo.

## Życie prywatne
Mężem wokalistki był Hubert Gasiul. Mają syna, Tytusa (ur. 2017).

## Dyskografia

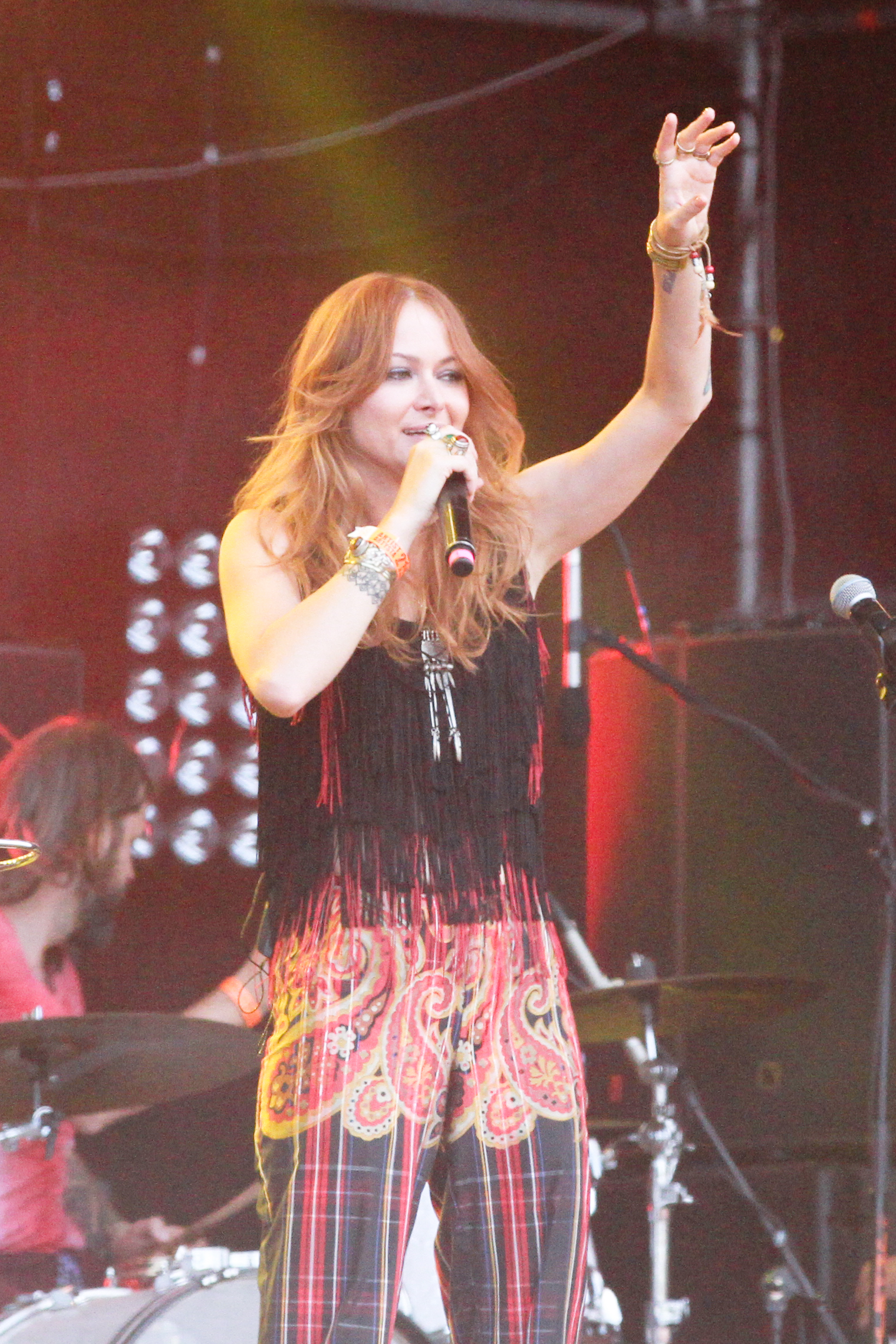
Ania Rusowicz na Przystanku Woodstock 2015

### Albumy solowe
| Rok                        | Album | Pozycja na liście | Certyfikat         | Sprzedaż       |
| Rok                        | Album | POL               | Certyfikat         | Sprzedaż       |
| -------------------------- | --- | ----------------- | ------------------ | -------------- |
| 2011                       | Mój Big-Bit - Data: 21 października 2011 - Wydawca: Universal Music Polska - Format: CD, digital download, winyl | 12                | - POL: złota płyta | - POL: 15 000+ |
| 2013                       | Genesis - Data: 8 października 2013 - Wydawca: Universal Music Polska - Format: CD, digital download, winyl      | 30                |                    |                |
| 2016                       | Retronarodzenie - Data: 9 grudnia 2016 - Wydawca: Agora - Format: CD, digital download                           | –                 |                    |                |
| 2019                       | Przebudzenie - Data: 25 października 2019 - Wydawca: Agora - Format: CD, digital download                        | 41                |                    |                |
| 2024                       | Dziewczyna Słońca - Data: 24 maja 2024 - Wydawca: Polskie Radio - Format: CD, digital download                   | 80                |                    |                |
| „–” album nie był notowany | |                   |                    |                |

Albumy wideo
| Rok  | Album                                                                                     |
| ---- | ----------------------------------------------------------------------------------------- |
| 2015 | Przystanek Woodstock 2015 - Data: 10 grudnia 2015 - Wydawca: Złoty Melon - Format: CD+DVD |

### Notowane utwory
| Rok                        | Tytuł                                                           | Pozycja na liście | Pozycja na liście | Pozycja na liście | Certyfikat             | Album                                          |
| Rok                        | Tytuł                                                           | SLiP              | LP3               | UWM               | Certyfikat             | Album                                          |
| -------------------------- | --------------------------------------------------------------- | ----------------- | ----------------- | ----------------- | ---------------------- | ---------------------------------------------- |
| 2011                       | „Ślepa miłość”                                                  | 1                 | –                 | –                 |                        | Mój Big-Bit                                    |
| 2012                       | „Ja i Ty”                                                       | 21                | 11                | –                 |                        | Mój Big-Bit                                    |
| 2012                       | „Za daleko mieszkasz miły”                                      | –                 | 22                | –                 |                        | Mój Big-Bit                                    |
| 2012                       | „Choć rozum śpi” – Kielich (gościnnie: Ania Rusowicz)           | 8                 | –                 | –                 |                        | Dziecko szczęścia                              |
| 2013                       | „Śtróże świateł”                                                | 28                | 46                | –                 |                        | Mój Big-Bit                                    |
| 2013                       | „To co było”                                                    | 19                | 25                | 35                |                        | Genesis                                        |
| 2013                       | „Ptaki”                                                         | –                 | 27                | –                 |                        | Genesis                                        |
| 2014                       | „To nie ja”                                                     | –                 | 24                | –                 |                        | Genesis                                        |
| 2015                       | „Czy da się kochać”                                             | –                 | 17                | –                 |                        | Przystanek Woodstock 2015                      |
| 2015                       | „Trudne życzenia” (oraz Adam Nowak)                             | –                 | 2                 | –                 |                        | Retronarodzenie                                |
| 2016                       | „Odwołano narodzenie” (oraz Andrzej Zielński i Jacek Zieliński) | –                 | 37                | –                 |                        | Retronarodzenie                                |
| 2017                       | „W co mam wierzyć”                                              | –                 | 2                 | –                 |                        | Sztuka kochania. Historia Michaliny Wisłockiej |
| 2019                       | „Szukaj mnie” (oraz Sławek Uniatowski)                          | 21                | 25                | 1                 | - POL: platynowa płyta | Miszmasz czyli Kogel Mogel 3                   |
| 2019                       | „Iść w stronę słońca” (gościnnie: Steve Nash)                   | –                 | 25                | –                 |                        | Męskie Granie 2019 – Dogrywka                  |
| 2019                       | „Świecie stój”                                                  | –                 | 26                | –                 |                        | Przebudzenie                                   |
| 2020                       | „Do lasu”                                                       | –                 | 9                 | –                 |                        | Przebudzenie                                   |
| 2020                       | „Przebudzenie” (gościnnie: Paulina Przybysz)                    | –                 | –                 | 3                 |                        | Przebudzenie                                   |
| 2022                       | „Czekam na miłość”                                              | –                 | –                 | –                 |                        | –                                              |
| 2023                       | „Tobie”                                                         | –                 | –                 | –                 |                        | Dziewczyna Słońca                              |
| 2023                       | „Ciebie kochać chcę”                                            | –                 | –                 | –                 |                        | Dziewczyna Słońca                              |
| 2023                       | „Co się stało z naszą miłością”                                 | –                 | –                 | –                 |                        | Dziewczyna Słońca                              |
| 2023                       | „Plan na miłość”                                                | –                 | –                 | –                 |                        | Dziewczyna Słońca                              |
| 2024                       | „Naiwna”                                                        | –                 | –                 | –                 |                        | Dziewczyna Słońca                              |
| 2024                       | „Wyśniony”                                                      | –                 | –                 | –                 |                        | Dziewczyna Słońca                              |
| „–” utwór nie był notowany |                                                                 |                   |                   |                   |                        |                                                |

Inne
| Rok  | Utwór                                                     | Album                                      | Źródło |
| ---- | --------------------------------------------------------- | ------------------------------------------ | ------ |
| 2013 | „8 Przebudzenie – Iluzji łąka” (gościnnie: Ania Rusowicz) | Nic się nie stało – L.U.C., Motion Trio    | [ 31 ] |
| 2014 | „Pieśń Wiktorii” – Ania Rusowicz                          | Panny wyklęte: wygnane vol. 1 (kompilacja) | [ 32 ] |
| 2014 | „Pastorałka radosna” – Ania Rusowicz, Ania Brachaczek     | Święta bez granic 2014 (kompilacja)        | [ 33 ] |
| 2015 | „Będziemy Polską” – Ania Rusowicz, Krzysztof Herdzin      | Panny wyklęte: wygnane vol. 2 (kompilacja) | [ 34 ] |

## Nagrody i wyróżnienia
| Rok  | Nagroda        | Kategoria                             | Tytułem              | Uwagi     | Źródło |
| ---- | -------------- | ------------------------------------- | -------------------- | --------- | ------ |
| 2005 | Fryderyki 2005 | Album roku hip-hop/r&b                | Pięć smaków – Dezire | Nominacja | [ 35 ] |
| 2012 | Fryderyki 2012 | Wokalistka roku                       | Ania Rusowicz        | Laur      | [ 36 ] |
| 2012 | Fryderyki 2012 | Autor roku                            | Ania Rusowicz        | Nominacja | [ 36 ] |
| 2012 | Fryderyki 2012 | Fonograficzny debiut roku             | Ania Rusowicz        | Laur      | [ 36 ] |
| 2012 | Fryderyki 2012 | Piosenka roku                         | „Ślepa miłość”       | Nominacja | [ 36 ] |
| 2012 | Fryderyki 2012 | Wideoklip roku                        | „Ślepa miłość”       | Nominacja | [ 36 ] |
| 2012 | Fryderyki 2012 | Album roku pop                        | Mój Big-Bit          | Laur      | [ 36 ] |
| 2012 | Fryderyki 2012 | Produkcja muzyczna roku               | Mój Big-Bit          | Laur      | [ 36 ] |
| 2012 | Superjedynki   | SuperArtystka                         | Ania Rusowicz        | Nominacja | [ 37 ] |
| 2012 | Superjedynki   | Nagroda Dziennikarzy i Fotoreporterów | Ania Rusowicz        | Laur      | [ 37 ] |
| 2025 | Fryderyki 2025 | Album Roku Pop                        | Dziewczyna Słońca    | Nominacja | [ 38 ] |